# Korsnäståget

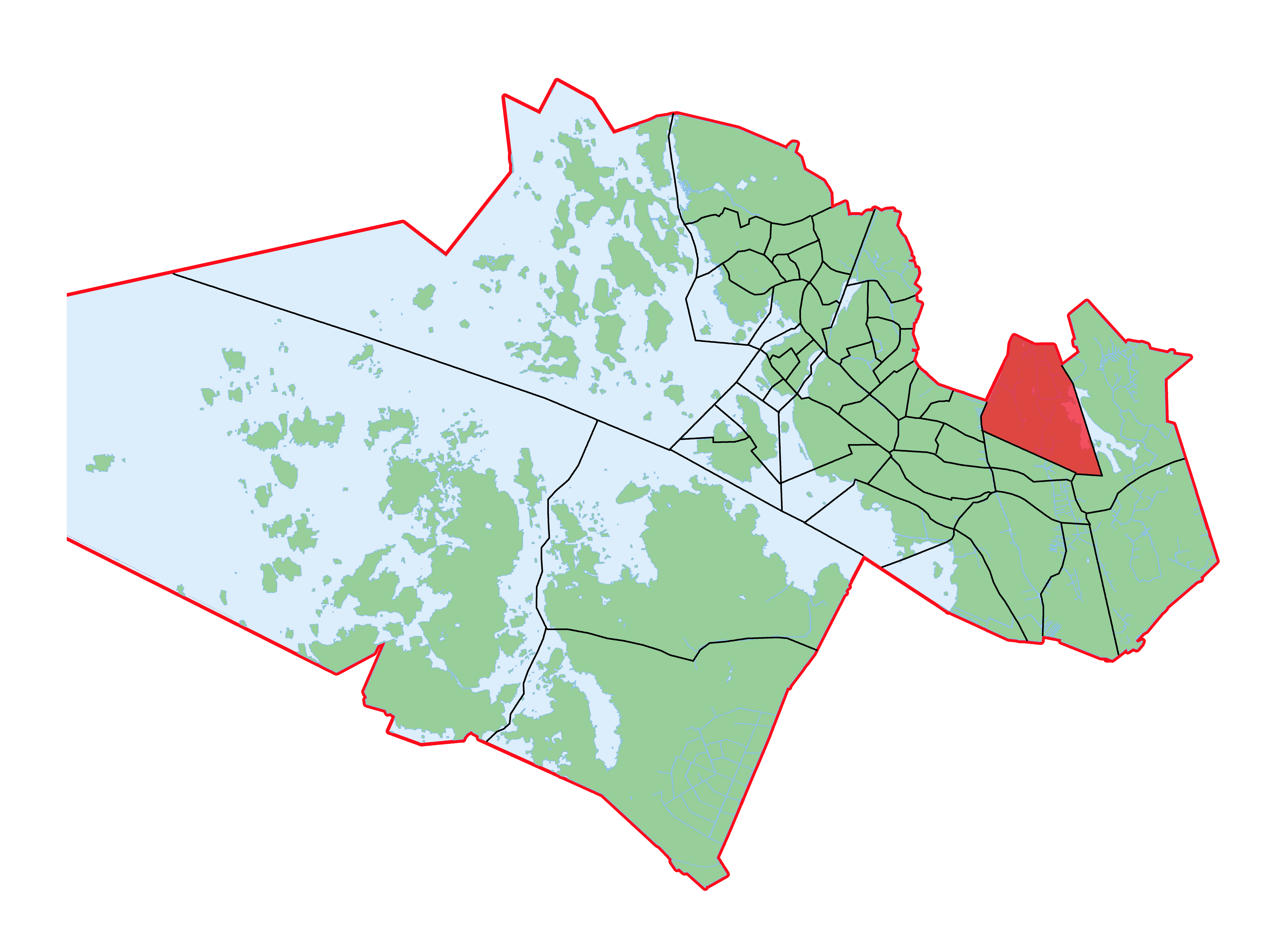
Småområdet Korsnäståget i Vasa stad.

Korsnäståget (fi. Ristinummi) är en stadsdel i Vasa. Antalet invånare är cirka 3 700 (2016). Korsnäståget utvecklades kraftigt under 1970-talet då bostäder för arbetare uppfördes och Finlands bostadsmässa 1975 hölls här. Administrativt är Korsnäståget Vasa stads småområde 08290 och ingår i Korsnästågets storområde.

## Demografi

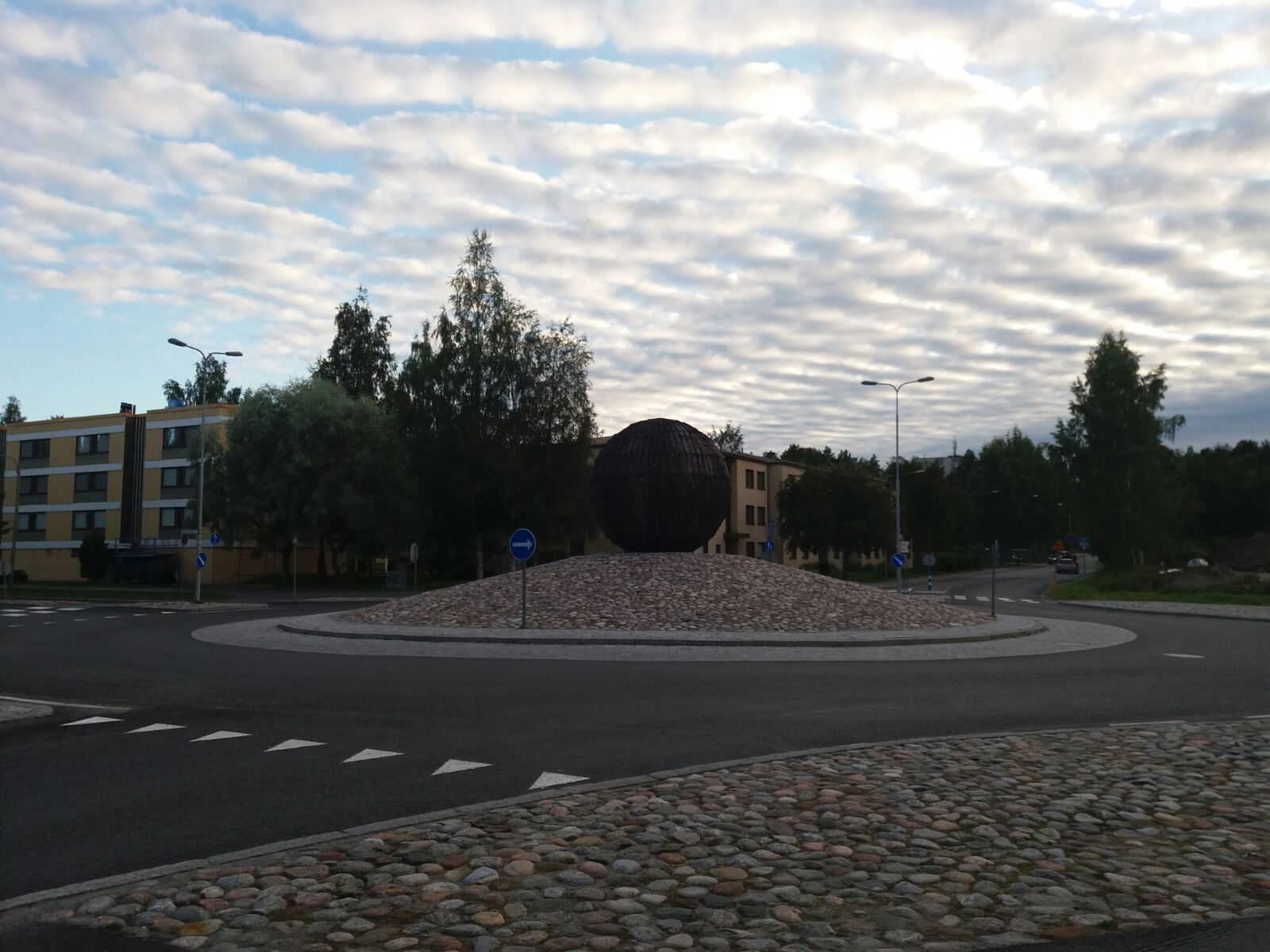
Rondellen i Korsnäståget.

Antalet invånare i Korsnäståget var år 2016 cirka 3 700, en minskning från över 5 500 på 1980-talet. Korsnäståget är det socioekonomiskt svagaste området i Vasa och skillnaden till övriga stadsdelar har ökat under 2010-talet. År 2016 låg arbetslösheten på 20 procent. I stadsdelen bor många invandrare, 18 procent av befolkningen kommer från utlandet. Andelen svenskspråkiga är 5 procent, finskspråkiga 77 procent och 18 procent har ett annat modersmål.
Vasa stads bostadschef Jonas Nylén menade i en artikel i Vasabladet 2016 att Korsnäståget har ett bostadsbeståndsproblem, att för mycket hyreshus byggdes på ett ställe.

## Historia
I centrum av Korsnäståget byggdes på 1970-talet många höghus. Det närbelägna industriföretaget Strömberg växte och bostäder behövdes för de anställda. Finlands bostadsmässa 1975 hölls i Korsnäståget.